# Club athlétique de Saint-Étienne
Pour les articles homonymes, voir CASE.
Le Club athlétique de Saint-Étienne ou CASE est un club omnisports français, basé dans la ville de Saint-Étienne.

## Historique
Il est né le 21 novembre 1967 avec la fusion du club de l'ASS Basket et le Coquelicot Athlétisme donnant ainsi naissance au CASE : Club Athlétique de Saint-Étienne. En 1979, le Coquelicot 42 décide lors d'une assemblée générale de quitter le club.

## Les sections

### Basket-ball
La section de basket-ball, appelée Saint-Étienne Basket, est fondée le 21 novembre 1967. L'équipe masculine professionnelle évolue actuellement en Nationale 1, la 3e division du championnat de France, après avoir été relégué administrativement de Pro B à l'été 2009.

### Rugby à XV
La section rugby s'appelle le Club athlétique de Saint-Étienne Loire sud rugby ou CASE Loire sud rugby. Elle appartient au comité du Lyonnais et joue ses rencontres au stade Etivallière et a pour couleurs le rouge et le blanc.
Elle fait l'objet d'une liquidation judiciaire à l'intersaison 2016.

### Volley-ball
La section masculine évolue en Nationale 2, quatrième niveau français de volley-ball.